# 保山县文庙
保山县文庙位于云南省保山市隆阳区永昌街道黉学路10号实验小学内，始建于明嘉靖十一年（1532年），清光绪元年（1875年）重修。保山县文庙坐西向东，布局为左庙右学，原建筑现存先师殿（即大成殿）。先师殿五开间，重檐歇山顶建筑。2005年5月30日“保山县文庙先师殿”被公布为第一批保山市文物保护单位。